# Robert Adamson
Pour les articles homonymes, voir Adamson.
Robert Adamson (26 avril 1821 – 14 janvier 1848) est un photographe écossais de l'époque victorienne qui travailla avec le peintre David Octavius Hill en produisant d'excellents portraits et photos de groupes.

## Biographie
De 1843 à 1847, Hill et Adamson préparent un tableau représentant les délégués de la convention fondatrice de l'Église libre d'Écosse. Leur collaboration donne lieu à la réalisation d'environ 1 800 calotypes. Ces photographies sont aujourd'hui considérées comme une remarquable étude de la psychologie et de la vie de l'époque.

## Expositions
- 2006 : Musée d'Orsay, Paris.